# 陈守维
陈守维，中华人民共和国政治人物、全国脱贫攻坚先进个人。

## 生平
陈守维任新疆生产建设兵团第三师44团6连党支部书记。因在脱贫攻坚战中作出突出贡献，2021年2月25日全国脱贫攻坚总结表彰大会上，陈守维被授予“全国脱贫攻坚先进个人”。